# Kajbjerg Skov
Kajbjerg Skov este o arie protejată (arie specială de conservare — SAC, sit de importanță comunitară — SCI) din Danemarca întinsă pe o suprafață de 294 ha, integral pe uscat.

## Localizare
Centrul sitului Kajbjerg Skov este situat la coordonatele 55°16′04″N 10°47′03″E / 55.267778°N 10.784167°E.

## Înființare
Situl Kajbjerg Skov a fost declarat sit de importanță comunitară în mai 1998 pentru a proteja 1 specie de animale. Situl a fost protejat și ca arie specială de conservare în decembrie 2011.

## Biodiversitate
Situată în ecoregiunea continentală, aria protejată conține 7 habitate naturale: Păduri de fag Luzulo-Fagetum, Păduri de fag Asperulo-Fagetum, Păduri de stejar sau de stejar și carpen sub-atlantice și medio-europene de Carpinion betuli, Păduri aluvionare cu Alnus glutinosa și Fraxinus excelsior (Alno-Padion, Alnion incanae, Salicion albae), Vegetație anuală la limita mareei, Vegetație perenă pe țărmurile stâncoase, Formațiuni ierboase bogate în specii de Nardus, dezvoltate pe substraturi silicioase în zone montane (și în zone submontane, în Europa continentală).
La baza desemnării sitului se află o specie protejată de  amfibieni: triton cu creastă (Triturus cristatus).